# Françoise d’Eaubonne
Françoise d’Eaubonne (ur. 12 marca 1920, zm. 3 sierpnia 2005 w Paryżu) – francuska pisarka, eseistka i poetka; zapoczątkowała ruch ekofeministyczny.

## Elementy biografii intelektualnej
Trzecie dziecko chrześcijańskiego anarchisty Etienne d’Eaubonne oraz córki hiszpańskiego rewolucjonisty bliskiego karlizmowi Rosity Martinez Franco, Françoise spędziła swoje dzieciństwo w Tuluzie; jednym z elementów jej życia w tym okresie była choroba ojca, który ponosił konsekwencje gazów bojowych używanych w I wojnie światowej. Miała 16 lat, gdy wybuchła wojna w Hiszpanii, 19 lat gdy republikanie powrócili z wygnania. Niezatarte wrażenie pozostawiła na niej także II wojna światowa. W wieku 25 lat, Françoise była świadkiem powrotu do Paryża ocalonych z Zagłady Żydów. D’Eaubonne opisała okres wojenny w książce Chienne de Jeunesse, której brutalność była w 1966 zjawiskiem nieznanym.
W ten sposób ukształtowała się jej osobowość: stała się bojowniczką o m.in. zaprzestanie wojny w Algierii, jak i potem o abolicję kary śmierci. Lektura Drugiej płci autorstwa Simone de Beauvoir obudziła w niej potrzebę zaangażowania się w walkę o prawa kobiet. W latach 60. współtworzyła Ruch Wyzwolenia Kobiet (Mouvement de libération des femmes), natomiast w 1972, wraz z pisarzem i dziennikarzem Guyem Hocquenghemem, założyła Front homoseksualny działania rewolucyjnego (Front homosexuel d’action révolutionnaire).
W 1976 d’Eaubonne, matka dwojga dzieci, ogłosiła na łamach dziennika „Libération” swe małżeństwo z Pierre Sanna, będącym wtedy w więzieniu, skazanym za morderstwo, którego – według Françoise – nie popełnił.

## Pisarka
Jej pierwsza powieść otrzymała prestiżową nagrodę czytelników; d’Eaubonne jest jednocześnie autorką szeregu biografii, w których opowiada o związkach homoseksualnych (Rimbaud i Verlaine), o wyjątkowych kobietach (Madame de Staël). Jest, należy może rzec przede wszystkim, autorką wielu znaczących esejów; znana jest dziś na całym świecie jako twórczyni terminu ekofeminizm w 1974.
- Powieści:
  - Comme un vol de gerfauts, nagroda czytelników w 1947
  - Les Tricheurs, 1959
  - Jusqu'à la gauche, 1963
  - Je ne suis pas née pour mourir, 1982
  - Terrorist’s blues, 1987
  - Toutes les sirènes sont mortes, 1992
  - Floralies du désert, 1995
- Biografie:
  - Le cœur de Watteau, 1944
  - La vie passionnée d’Arthur Rimbaud, 1957
  - La vie passionnée de Verlaine, 1959
  - Une femme témoin de son siècle, Germaine de Staël, 1966
  - La couronne de sable, vie d’Isabelle Eberhardt, 1967
  - L'éventail de fer ou la vie de Qiu Jin, 1977
  - Moi, Kristine, reine de Suède, 1979
  - L’impératrice rouge: moi, Jiang King, veuve Mao, 1981
  - L’Amazone Sombre: vie d’Antoinette Lix, 1983
  - Louise Michel la Canaque, 1985
  - Une femme nommée Castor, 1986
  - Les scandaleuses, 1990

- Eseje:
  - Le complexe de Diane, érotisme ou féminisme, 1951
  - Y a-t-il encore des hommes?, 1964
  - Le féminisme ou la mort, 1974
  - Les femmes avant le patriarcat, 1976
  - Contre violence ou résistance à l'état, 1978
  - Histoire de l’art et lutte des sexes, 1978
  - Écologie, féminisme: révolution ou mutation?, 1978
  - S comme Sectes, 1982
  - La femme russe, 1988
  - Féminin et philosophie: une allergie historique, 1997
  - La liseuse et la lyre, 1997
  - Le sexocide des sorcières, 1999
  - L'évangile de Véronique, 2003

- Wiersze:
  - Colonnes de l’âme, 1942
  - Démons et merveilles, 1951
  - Ni lieu, ni mètre, 1981